# The Cloudhopper
Pour plus de détails, voir Fiche technique et Distribution.
The Cloudhopper est un court métrage américain réalisé par Larry Semon, Stephen Roberts et Norman Taurog, sorti en 1925.

## Fiche technique
- Titre : The Cloudhopper
- Autre titre lors de sa rediffusion : A Weak-End Driver
- Réalisation : Larry Semon, Stephen Roberts et Norman Taurog
- Scénario : Larry Semon, Stephen Roberts et Norman Taurog
- Titrage : Charlie Saxton[1]
- Photographie : Hans F. Koenekamp, Leonard Smith
- Montage : Sam Zimbalist
- Producteur : Larry Semon
- Société de production : Chadwick Pictures Corporation
- Société de distribution : Educationnal[2].
- Format : Noir et blanc — 35 mm — 1,33:1 — Muet
- Genre : Comédie
- Durée : 12 minutes
- Date de sortie : 
  - États-Unis : 7 juin 1925

## Distribution
- Larry Semon : Borden Rhoom / Getz A. Bunn
- Dorothy Dwan : Dorothy Jack
- Mickey McBan : Little Will Jack, frère de Dorothy
- Frank Alexander : Holden Jack, père de Dorothy
- Earl Montgomery : 'Red' Shirt
- Otto Lederer : The Alaskan Count
- Spencer Bell : Spencer Bell